# 吉津町
吉津町（よしづちょう）は三重県度会郡にあった村。現在の南伊勢町の西部、神前湾の最奥部の沿岸にあたる。本項では町制前の名称である吉津村（よしづむら）についても述べる。

## 地理
- 海洋：神前湾
- 山岳：三谷山、河内山、国見山
- 河川：河内川、伊勢地川、村山川
- 島嶼：弁天島

## 地域
- 警察署：吉津警察署
- 郵便局：吉津郵便局
- 鉄道　：大阪セメント専用軌道                 （後の国見山石灰鉱業専用線）

## 歴史
- 1889年（明治22年）4月1日 - 町村制の施行により、 村山村・神前浦・河内村の区域をもって吉津村が発足。
- 1934年（昭和9年）時期不詳 -大阪セメントにより国見山に石灰鉱山が開鉱し、専用線が敷かれる。（1979年に国見山石灰鉱業に移管され、2001年にベルトコンベア化により廃止。）
- 1954年（昭和29年）9月10日 - 吉津村が町制施行して吉津町となる。
- 1955年（昭和30年）4月1日 - 島津村・鵜倉村・中島村と合併して南島町が発足。同日吉津町廃止。